# Bayburt (district)
Bayburt is een Turks district in de provincie Bayburt en telt 59.839 inwoners (2007). Het district heeft een oppervlakte van 2655,4 km². Hoofdplaats is Bayburt.
De bevolkingsontwikkeling van het district is weergegeven in onderstaande tabel.
| 1997   | 2000   | 2007   |
| ------ | ------ | ------ |
| 76.902 | 71.267 | 59.839 |